# Storena rastellata
Storena rastellata är en spindelart som beskrevs av Embrik Strand 1913. Storena rastellata ingår i släktet Storena och familjen Zodariidae. Inga underarter finns listade i Catalogue of Life.